# Georgia Lepore
Georgia Lepore (Roma, 20 settembre 1965) è un'attrice, doppiatrice, direttrice del doppiaggio e cantante italiana.

## Biografia

### Carriera
Nata a Roma. Come attrice ha interpretato opere teatrali, televisive, cinematografiche e radiofoniche e la sua carriera di doppiatrice è equamente distribuita tra televisione e cinema.
Ha cantato diverse sigle di cartoni animati tra la fine degli anni settanta e l'inizio degli anni ottanta, sia come solista che come corista: Conan il ragazzo del futuro, Mimì e le ragazze della pallavolo (sigla omonima), Mimì e la nazionale di pallavolo (sigla La fantastica Mimì), Peline Story (anche la prima versione, in cui la protagonista era erroneamente intitolata Valentina), L'uccellino azzurro, Mimì e le ragazze della pallavolo, Fiordiligi, La giostra dei campanelli, Ciao Lassie, Valentina, e la sigla di chiusura di Ryu il ragazzo delle caverne.
Tra le attrici che ha doppiato figurano Heather Graham, Denise Richards, Cameron Diaz, Penélope Cruz, Shannen Doherty e Judy Greer. Ha doppiato anche il personaggio di Tara Maclay in Buffy l'ammazzavampiri e Lois Lane sia in Smallville che nel cartone animato Superman: Doomsday - Il giorno del giudizio. Ha doppiato anche il bambino Carl Switzer, che interpretava Alfa-Alfa nella nota serie Simpatiche canaglie. Tra i personaggi dei cartoni animati Nabiki Tendo di Ranma ½, Eris de I Cavalieri dello zodiaco e Svelta (l'airone femmina) de Le avventure del bosco piccolo.
Ha curato anche la direzione del doppiaggio e l'adattamento dei dialoghi di diversi film, per esempio la direzione in alcune stagioni della serie Smallville e i dialoghi di alcuni episodi della serie televisiva Beverly Hills, 90210.
Fra il 2007 e il 2008 ha interpretato il ruolo della ricca Ludovica Capitani D'Aragona in CentoVetrine e nel 2022 quello della madre di Carola nella serie TV Prisma.
È vicepresidente dell'ANAD, Associazione Nazionale Attori Doppiatori.

### Vita privata
È sorella maggiore dell'attore e doppiatore Davide Lepore e moglie del regista Franco Bertini dal 1991, hanno una figlia, Giulia Bertini (attrice e montatrice), nata il 15 gennaio 1992.

## Filmografia

### Cinema
- Scusi, si potrebbe evitare il servizio militare?... No!, regia di Luigi Petrini (1974)
- Ring, regia di Luigi Petrini (1977)
- Operazione Kappa: sparate a vista, regia di Luigi Petrini (1977)
- Tuttapposto, regia di Franco Bertini (2001)
- Tutto in quella notte, regia di Franco Bertini (2004)
- 69 prima, regia di Franco Bertini (2005)
- Noi e la Giulia, regia di Edoardo Leo (2015)
- Lasciarsi un giorno a Roma, regia di Edoardo Leo (2021)

### Televisione
- Casa Cecilia – serie TV, episodio 3x03 (1987)
- Affari di famiglia, regia di Marcello Fondato – miniserie TV (1989)
- Coccodrilli, regia di José María Sánchez – film TV (1994)
- Le madri, regia di Angelo Longoni – miniserie TV (1999)
- L'impero, regia di Lamberto Bava – miniserie TV, 4 puntate (2001)
- Una donna per amico – serie TV (2001)
- Don Matteo – serie TV, episodio 3x13 (2002)
- Il maresciallo Rocca – serie TV, episodio 5x05 (2005)
- CentoVetrine – serial TV (2008)
- Crimini – serie TV, episodio 2x07 (2010)
- R.I.S. Roma - Delitti imperfetti – serie TV, episodio 1x08 (2010)
- I Borgia (Borgia) – serie TV, episodi 2x09-2x10 (2013)
- Prisma – serie TV, 5 episodi (2022)

### Cortometraggi
- The Building, regia di Nicola Barnaba (1998)
- Toilette, regia di Massimo Cappelli (1999)
- Fanikinait, regia di Franco Bertini (2004)
- Sopra elevata, regia di Emanuele Liverani (2014)

## Teatro

### Attrice
- Aspern, singspiel di Salvatore Sciarrino da Il carteggio Aspern di Henry James, regia di Giorgio Marini (1978)
- Tritolo Tandem, regia di Franco Bertini (1992)
- Penetrazioni di Gian Maria Cervo, regia di Carlo Fineschi (1995)
- Radioestetica, regia di Franco Bertini (1996)
- Esse, scritto e diretto da Massimiliano Bruno (1998)
- Reunion e Dark Pony, regia di Massimiliano Farau (1999)
- La memoria dell'acqua, regia di Massimiliano Farau (2001)

### Regista
- Il canto della notte di Georgia Lepore (2007)
- Io parlo di sogni di Georgia Lepore (2007)
- Crack di Franco Bertini (2008)
- Three Kings di Stephen Beresford (2023)

## Radiodrammi
- Il naso in salita (Rai Radio 2)
- 102 minuti a Ground Zero (Rai Radio 2, 2002)
- Elvis (Rai Radio 2, 2004)
- Bonnie & Clyde (Rai Radio 2, 2005)

## Doppiaggio

### Film
- Heather Graham in License to Drive - Licenza di guida, Dimmi che non è vero, Bowfinger, Il guru, Cake - Ti amo, ti mollo... ti sposo, 5 Days of War, Comportamenti molto... cattivi!
- Denise Richards in Un giorno per caso, Starship Troopers - Fanteria dello spazio, Sex Crimes - Giochi pericolosi, Valentine - Appuntamento con la morte, Edmond
- Judy Greer in Elizabethtown, Sansone, Ant-Man, Ant-Man and the Wasp, Hollywood Stargirl
- Cameron Diaz in Il matrimonio del mio migliore amico, L'amore non va in vacanza, Che cosa aspettarsi quando si aspetta, Vanilla Sky, Una vita esagerata, Cose molto cattive
- Penélope Cruz in Tutto su mia madre, Volavérunt, Per incanto o per delizia, Apri gli occhi
- Claire Forlani in Basquiat, Mystery Men, Boys and Girls - Attenzione: il sesso cambia tutto, S.Y.N.A.P.S.E. - Pericolo in rete
- Shirley Henderson ne Il diario di Bridget Jones, Che pasticcio, Bridget Jones!
- Heather Burns in Miss Detective, Miss F.B.I. - Infiltrata speciale
- Kelly Macdonald in Trainspotting, Two Family House, T2 Trainspotting
- Reese Witherspoon in Sulle orme del vento, Se solo fosse vero
- Keri Russell in We Were Soldiers - Fino all'ultimo uomo, Misure straordinarie
- Shannen Doherty in Morte apparente - Disperata ricerca, Scatti pericolosi
- Vinessa Shaw ne Il mistero dell'acqua, Qualcosa di straordinario
- Carla Gugino in Voglia di ricominciare, Omicidio in diretta
- Romola Garai in Scoop, Angel - La vita, il romanzo
- Sanaa Lathan in The Best Man e The Best Man Holiday
- Julie Delpy in Before sunset - Prima del tramonto e Before Midnight
- Tami Stronach ne La storia infinita
- Jennifer Connelly in C'era una volta in America
- Federica Mastroianni in Phenomena
- Helena Bonham Carter in Lady Jane
- Monica Keena in Biancaneve nella foresta nera
- Kerri Green ne I Goonies
- Valeria Golino in Paura e amore
- Mary Kate Schellhardt in Buon compleanno Mr. Grape
- Alanna Ubach in Sister Act 2 - Più svitata che mai
- Cynthia Nixon in Baby Birba - Un giorno in libertà
- Patricia Dunnock ne La signora ammazzatutti
- Embeth Davidtz in Matilda 6 mitica
- Renée Zellweger in Jerry Maguire
- Ali Larter in Final Destination
- Lucy Liu in Hotel
- Riki Lindhome in Million Dollar Baby
- Emily Blunt in The Young Victoria
- Thandie Newton in RocknRolla
- Leslie Bibb in I Love Shopping

### Film d'animazione
- Nabiki Tendo in Ranma ½: Le sette divinità della fortuna, Ranma ½: La sposa dell'isola delle illusioni e Ranma contro la leggendaria fenice
- Barbie in Barbie Rockstar e Barbie in viaggio nel tempo
- Eris nei film di Saint Seiya - I Cavalieri dello zodiaco
- Taylor Bartlett in Violet Evergarden: Eternity and the Auto Memory Doll
- Yasmin in Bratz: Le star della moda e Bratz: Rock Angelz
- Baby Herman (voce infantile) in Chi ha incastrato Roger Rabbit
- Clara ne La favola del principe schiaccianoci
- Tanya Toposkovich in Fievel conquista il West
- Robyn Starling in Tom & Jerry - Il film
- Michelle Chang in Tekken - The Animation
- Asenath in Giuseppe - Il re dei sogni
- Hari in Inuyasha the Movie - Un sentimento che trascende il tempo
- Rei Hino/Sailor Mars in Sailor Moon R The Movie - La promessa della rosa (edizione Shin Vision)
- Lois Lane in Superman: Doomsday - Il giorno del giudizio
- Patty Peterson in Mr. Peabody e Sherman

### Serie televisive
- Shannen Doherty in Beverly Hills 90210, L'amica del cuore, Miss video, un'inviata al College, Sesso bendato, L'uomo sbagliato, Ossessione d'amore, Riverdale
- Laly Melgnan in Helene e i suoi amici, Gli amici del cuore
- Erica Durance e Kelly Brook in Smallville
- Jeremy Gelbwaks e Brian Forster ne La famiglia Partridge
- Nancy Sloane (prima voce) e Sandra Vidal in Beautiful
- Claudia Schmutzler e Carolina Vera-Squella in Stefanie
- Kristina Tonteri-Young in Warrior Nun
- Gabrielle Anwar ne I misteri della giungla nera
- Christine Taylor in Friends
- Heather Graham in Scrubs
- Laurie Holden in E Caterina... regnò
- Muriel Baumeister ne Il bacio di Dracula
- Daniela Piazza in Giulio Cesare
- Kimberly Williams-Paisley in Seguendo le stelle
- Rya Kihlstedt in Jaded
- Arian Waring Ash ne Il fascino dell'inganno
- Melissa Reeves in Sei gemelli e un amore
- Sidney Tamiia Poitier in Imparare a volare
- Sadie Frost ne La rivolta
- Tereza Pokorná ne Le galosce della felicità
- Marcela Guerty in Perla nera, Primo amore
- Jolene Brand in Zorro (serie del 1957, seconda edizione)
- Christina Ricci in Yellowjackets
- Allison Scagliotti in Warehouse 13
- Lena Hall in Snowpiercer
- Anastasia Griffith in Copper
- Amber Benson in Buffy l'ammazzavampiri (sesta stagione)
- Holly Marie Combs ne La famiglia Brock
- Sarah Paulson in American Gothic
- Jenny Cooper in Virgin River
- Katie Finneran in Wonderfalls
- Roselyn Sanchez in Saranno famosi a Los Angeles
- Alex Datcher in Star Trek: The Next Generation
- Lisa Akey in Models Inc.
- Ivana Miličević in Quello che gli uomini non dicono
- Gabrielle Anwar in Press Gang
- Marzena Godecki in Ocean Girl (prima voce)
- Tamala Jones ne L'atelier di Veronica
- Bonnie Russavage in Bayside School: la nuova classe
- Jessica Lloyd in Camilla e le altre
- Erika Eleniak in Baby Sitter
- Inger Nillson in Pippi calzelunghe (seconda voce)
- Valene Kane in The Fall - Caccia al serial killer
- Charlene McKenna in Peaky Blinders
- Amanda Abbington in Mr Selfridge
- Karine Silla ne Il commissario Cordier
- Anette Hellwig in Amiche nemiche
- Jessi Calzà in College

### Serie animata
- Rino Kurayoshi, Fusui Kure e Kokomi Yoshizawa in Kengan Ashura
- Dakota Milton in A tutto reality - La vendetta dell'isola
- Ombra in Bear nella grande casa blu
- Sarah in Crash Canyon
- Minerva Mink in Animaniacs
- Svelta ne Le avventure del bosco piccolo
- Ivy in Dov'è finita Carmen Sandiego?
- Sue Ling in Quack Pack - La banda dei paperi
- Nova in Twinkle
- Katie McClary in Un vagone di desideri e un'ondata di guai per Nick
- Tiffany (prima voce) in Kangoo
- Lady Brooke in Gargoyles - Il risveglio degli eroi
- Grace in Remì
- Juana in Marco
- Chobin in Chobin, il principe stellare
- Toriton in Toriton del mare
- Yuri (prima voce) in Balatak
- Nabiki Tendo in Ranma ½
- Hsien-ko in Night Warriors: Darkstalkers' Revenge
- Beauty ne L'imbattibile Daitarn 3 (seconda versione)
- Unipuma in Dominion Tank Police
- Cassandra (voce cantata) in Rapunzel - La Serie
- Principessa Fuse in Hakkenden: Il branco dei guerrieri leggendari
- Millerna Aston in I cieli di Escaflowne
- Grey in Full Metal Panic!
- Delphine Eraclea in Last Exile

### Videogiochi
- Shadow Striker in Transformers Battlegrounds[3]

## Discografia

### Singoli da solista
- 1979 - Ryu il ragazzo delle caverne/Un milione di anni fa (CLS, MD - F 021; solo il brano sul lato B, mentre il lato A è cantato da Fogus)
- 1979 - La giostra dei campanelli/Cavallo Bebè (RCA Original Cast, BB 6395; solo il brano sul lato A, mentre il lato B è cantato da I Mini-Mini)
- 1979 - Ciao Lassie/Valentina (RCA Original Cast, BB 6398)
- 1980 - Peline Story/Ciao Lassie (RCA Original Cast, BB 6482)  (in un primo momento incisa come "Valentina" e poi ritirata dal mercato per via del fatto che la serie cambiò titolo)
- 1981 - Conan/Fiordiligi (RCA Original Cast, BB 6558)
- 1982 - Sam, il ragazzo del west/Mimi e le ragazze della pallavolo (RCA Original Cast, BB 6622; solo il brano sul lato B, mentre il lato A è cantato da Nico Fidenco)
- 1983 - Tyltyl, Mytyl e l'uccellino azzurro/La ballata di Fiorellino (RCA Original Cast, BB 6716; solo il brano sul lato A, mentre il lato B è cantato da I Cavalieri del Re)
- 1983 - La fantastica Mimì/Ultralion (RCA Original Cast, BB 6728; solo il brano sul lato A, mentre il lato B è cantato dalla Happy Gang)

### Singoli da corista
- 1976 - Johnny Bassotto/I bambini d'Italia (RCA Italiana, TPBO 1261)
- 1978 - Heidi principessa/I fratelli cigni (Carosello, CI 20473)
- 1978 - Sbirulino/Rabarbaro rabarbaro (CGD, 10115)
- 1978 - Il trenino/La musichetta (RCA Original Cast, BB 6145)
- 1979 - Don Chuck castoro/Pierino a quadretti (CLS, MMC 101)
- 1980 - Arnold/Ma le gambe (Flash Cinema Tv/RCA Original Cast, ZBFH 7202)
- 1981 - Don Chuck story/Zawa Zawa (CLS, MMC 101)

## Riconoscimenti
- Premio alla Carriera al Gran Galà del Doppiaggio - Romics 2003.
- La Musa d'Oro 2023: Premio Speciale Voci Animate